# Антъни Смит
Антъни Дейвид Смит (на английски: Anthony David Smith) е британски социолог, заслужил професор (professor emeritus) на Лондонското училище по икономика.

## Биография
Роден е през 1939 г. Получава бакалавърска степен по класическа филология и философия в Оксфордския университет. Защитава докторат по социология (1970) и история на изкуството (1987) в Лондонското училище по икономика.
Считан е за съосновател на интердисциплинарната област изследвания на национализма (nationalism studies). Сред неговите най-известни приноси в тази област са типологизирането на категориите нация и национализъм по граждански и етнически признак, както и идеята, че всяка нация притежава доминантно етническо ядро. Съгласява се, че национализмът е модерно явление, но същевременно защитава тезата за предмодерните му начала.